# نادي تولونيه للرغبي
نادي تولونيه للرغبي هو نادي اتحاد الرغبي فرنسي يلعب في توب 14.تأسس النادي في 1908